# Villeret (Aube)
Villeret ist eine französische Gemeinde mit 64 Einwohnern (Stand 1. Januar 2022) im Département Aube in der Region Grand Est. Sie gehört zum Kanton Brienne-le-Château und zum Arrondissement Bar-sur-Aube. 
Nachbargemeinden sind Chavanges im Norden, Lentilles im Osten, Hampigny im Südosten und Montmorency-Beaufort im Südwesten. 

## Bevölkerungsentwicklung
| Jahr      | 1962 | 1968 | 1975 | 1982 | 1990 | 1999 | 2008 | 2015 |
| --------- | ---- | ---- | ---- | ---- | ---- | ---- | ---- | ---- |
| Einwohner | 65   | 68   | 80   | 79   | 60   | 57   | 67   | 65   |

## Sehenswürdigkeiten
- Kirche Saint-Ferréol, Monument historique seit 1931

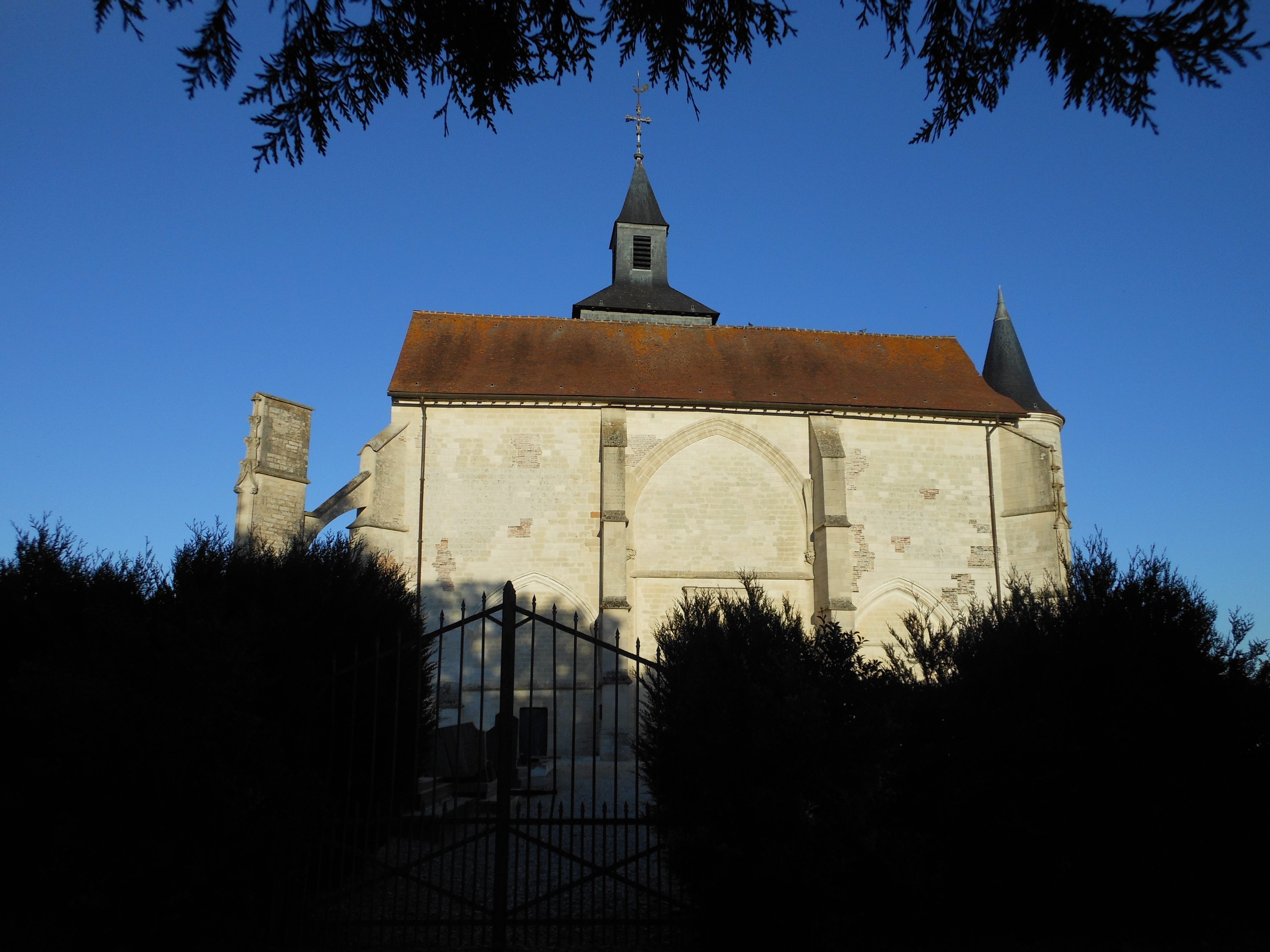
Kirche Saint-Ferréol